# Mohamed al-Dzsavád
Mohamed Abd al-Dzsavád (arabul: محمد عبد الجواد); 1962. november 28. –) szaúd-arábiai válogatott labdarúgó.

## Pályafutása

### Klubcsapatban
1984 és 2003 között az Al-Ahli csapatában játszott, melynek színeiben két alkalommal nyerte meg a szaúdi bajnokságot (1978, 1984).

### A válogatottban
1981 és 1994 között 122 alkalommal játszott a szaúd-arábiai válogatottban és 7 gólt szerzett. Tagja volt az 1984. évi nyári olimpiai játékokon szereplő válogatott és az 1984-es és az 1988-as Ázsia-kupán győztes csapatok keretének. Részt vett az 1994-es világbajnokságon.

## Sikerei, díjai
Al-Ahli
- Szaúd-arábiai bajnok (2):  1977–78, 1983–84
- AFC-bajnokok ligája döntős (2): 1985–86

Szaúd-Arábia
- Ázsia-kupa győztes (2):  1984, 1988